# Oeschger Centre for Climate Change Research
Das Oeschger-Zentrum für Klimaforschung (Oeschger Centre for Climate and Climate Change Research, OCCR) ist das interdisziplinäre Kompetenzzentrum der Universität Bern für Klimaforschung.

## Geschichte
Es wurde 2007 gegründet und trägt den Namen von Hans Oeschger (1927–1998), einem Pionier der modernen Klimaforschung, der in Bern tätig war. Das OCCR bringt Forscher aus neun Instituten und vier Fakultäten zusammen. Es gibt über 200 Mitglieder und 26 Forschungsgruppen tätig. Das OCCR forscht in verschiedenen Bereichen international an vorderster Front. Forschende der Universität Bern haben in allen bisher erschienen Statusberichten des Weltklimarats IPCC als Co-Chair, Coordinating Lead Authors oder Lead Authors mitgearbeitet. Viele von ihnen forschen heute im OCCR. Neben der disziplinären Forschung liegt ein besonderer Schwerpunkt des OCCR auf interdisziplinären Projekten. Durch die Zusammenarbeit von Natur-, Human-, Sozial-, Wirtschafts- und Rechtswissenschaften will das OCCR Wege aufzeigen, wie sich dem globalen Klimawandel auf unterschiedlichsten Ebenen begegnen lässt: regional verankert und global vernetzt. Das OCCR ist nicht nur in der Forschung aktiv, sondern widmet sich auch der Lehre und betreibt die Graduate School of Climate Sciences.

## Überblick

### Forschung

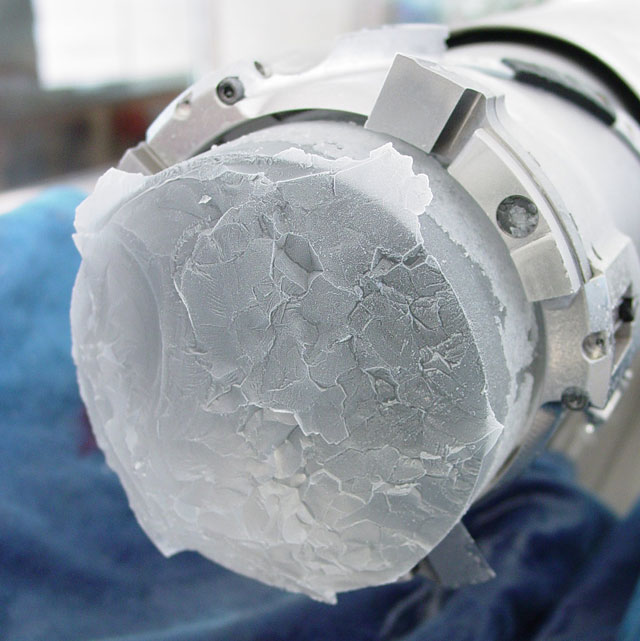
Mit Hilfe von Eisbohrkernen rekonstruiert die Abteilung für Klima- und Umweltphysik am Oeschger Centre for Climate Change Research (OCCR) das Klima der letzten 800'000 Jahre, insbesondere die Konzentrationen der Treibhausgase Kohlenstoffdioxid, Methan und Lachgas.

Der Verein untersucht einerseits die Langzeitentwicklung und -dynamik des Klimasystems sowie das Klima der Gegenwart und der Zukunft. Andererseits werden die Auswirkungen des Klimawandels auf wichtige Landökosysteme, aber auch auf Wirtschaft und Gesellschaft erforscht. Insbesondere werden Strategien für die Anpassung an das sich verändernde Klima und für die Abschwächung des Klimawandels entwickelt.
Im Zentrum der Forschung stehen im OCCR das Klimasystem und seine Wechselwirkungen mit Gesellschaft und Wirtschaft.
Zu den spezifischen Forschungsschwerpunkten gehören:
- das Klimasystem mit den verschiedenen interaktiven Komponenten in den Ozeanen, Kontinenten (insbesondere Vegetation, Kryosphäre, aquatische Systeme etc.) und in der Atmosphäre
- Energie- und Stoffkreisläufe (z. B. Wasser, Kohlenstoff und Treibhausgase) von der globalen bis zur lokalen Skala.
- die Klima- und Umweltdynamik auf langen Zeitskalen (Paläoklimatologie, Paläoökologie) vom späten Pleistozän, Holozän, der Gegenwart bis in die nahe Zukunft
- die Interaktion von Klima- und Umweltveränderungen mit Wirtschaft und Gesellschaft, insbesondere die Ökonomie des Klimawandels sowie die Folgen von Extremereignissen auf Wirtschaft und Gesellschaft

Im Verein werden einerseits Modelle unterschiedlicher Art und Komplexität eingesetzt, andererseits werden Messungen und Rekonstruktionen von wichtigen Klimavariablen (z. B. dem natürlichen und anthropogenen Strahlungsantrieb) durchgeführt.

### Lehre
Der Verein betreibt die Graduate School of Climate Sciences der Universität Bern und bietet akademische Ausbildung auf der Master und Doktoratsstufe. Für den spezialisierten Masterstudiengang «MSc in Climate Sciences» (120 ECTS) müssen sich Bewerber speziell qualifizieren. Die Studierenden stellen sich ihr massgeschneidertes Programm aus einem fakultätsübergreifenden Angebot selbst zusammen. Die Auswahl kann zu einer von fünf Spezialisierungen führen. Die Forschungsschwerpunkte des Oeschger-Zentrums bilden sich im Curriculum der Studiengänge der Graduate School of Climate Sciences ab.
Die Lehre des OCCR ist betont international ausgerichtet und findet in enger Zusammenarbeit mit der ETH Zürich statt. Mehr als ein Drittel der Studierenden stammt aus dem Ausland, und alle Lehrveranstaltungen finden auf Englisch statt. Das Doktoratsprogramm ist stark forschungsorientiert und dauert drei bis vier Jahre. Absolventen der Graduate School of Climate Sciences verfolgen eine wissenschaftliche Karriere, sind in der Privatwirtschaft unter anderem bei Banken und Versicherungen tätig oder arbeiten im Umweltbereich für Verwaltung und Nichtregierungsorganisationen.

## Struktur

### Organisation
Das OCCR ist ein interdisziplinäres Zentrum der Universität Bern und besteht aus Forschungsgruppen der beteiligten Institute. Administrativ ist es der Philosophisch-naturwissenschaftlichen Fakultät zugeordnet. Die Universitätsleitung erteilt dem OCCR einen Leistungsauftrag. Die strategische Leitung des OCCR nimmt der Präsident, der Direktor und der Wissenschaftliche Ausschuss wahr, in dem die massgeblich beteiligten Fakultäten und Fachbereiche vertreten sind. Das OCCR betreibt ein Managementzentrum, das die Zusammenarbeit unter den Forschungsgruppen fördert, Dienstleistungen für die Forschenden erbringt und das OCCR in der Öffentlichkeit bekannt macht.

### Forschungsgruppen
Das OCCR besteht aus folgenden Forschungsgruppen:
- Analytische Chemie (Margit Schwikowski)
- Aquatische Paläoökologie (Oliver Heiri)
- Atmosphären-Radiometrie und -Prozesse (Niklaus Kämpfer)
- Dendroklimatologie (David Frank)
- Erdsystemmodelierung: biogeochemische Kreisläufe (Fortunat Joos)
- Erdsystemmodelierung: Atmosphären- und Ozeandynamik (Thomas Stocker)
- Hydrologie (Rolf Weingartner)
- Isotope und Gase in der Umwelt (Markus Leuenberger)
- Klimatologie (Stefan Brönnimann)
- Klimawandel, Handel und Umweltökonomik (Thomas Cottier)
- Labor zur Analyse von Radiokohlenstoff mit AMS (LARA)  (Sönke Szidat)
- Lufthygiene/Klima (Jürg Fuhrer)
- Mathematische Statistik und Versicherungslehre (Jürg Hüsler)
- Mobiliar Gruppe für Klimafolgenforschung (Olivia Romppainen-Martius)
- Paleoklimatische und biogeochemische Untersuchungen an Eisbohrkernen (Hubertus Fischer)
- Pflanzenernährung und -ökophysiologie (Urs Feller)
- Pflanzenökologie (Markus Fischer)
- Policy Analyse mit Schwerpunkt Umwelt (Karin Ingold)
- Seesedimente und Paleolimnologie (Martin Grosjean)
- Terrestrische Paläoökologie (Willy Tinner)
- Umwelt- und Klimaökonomik (Ralph Winkler)
- Umwelt- und Klimaökonomik (Gunter Stephan)
- Umwelt- und Klimageschichte (Christian Rohr, Nachfolger von Christian Pfister, der emeritiert wurde)